# Lateesha Ector
Lateesha Ector (sinh năm 1985) là một người mẫu và nữ hoàng sắc đẹp đến từ Canada. Cô đoạt vương miện Hoa hậu Trái Đất Canada 2009. Cô là người phụ nữ da màu đầu tiên đăng quang cuộc thi.

## Tiểu sử
Ector sinh ra ở Montreal, Quebec. Bố mẹ của cô đến từ Trinidad và Tobago và có sự di truyền từ người da màu, người Trung Quốc, người Scotland và người Venezuela. Cô từng tham gia vào vở ballet cổ điển và lấy bằng Cử nhân Tâm lý học từ Đại học Concordia. Hiện cô đang sống ở Montreal, Quebec.

## Các cuộc thi sắc đẹp
Cô từng tham gia cuộc thi Hoa hậu Hoàn vũ Canada 2008 và lọt vào Top 20.
Sau đó, cô đăng quang Hoa hậu Trái Đất Canada 2009 và đại diện cho quốc gia này tại cuộc thi Hoa hậu Trái Đất 2009. Cô lọt Top 15 Hoa hậu Tài năng (Miss Talent) và Top 15 Trình diễn áo tắm đẹp nhất (Best in Swimsuit). Trong đêm chung kết, cô không có mặt trong Top 16 người đẹp nhất. Người đăng quang năm đó là cô Larissa Ramos đến từ Brazil.